# Charles Allé
Pour l’article ayant un titre homophone, voir Charles Hallé.
Charles Allé, né le 3 juillet 1904 à Oran (Algérie) et mort dans le 6e arrondissement de Marseille le 15 septembre 1994. Il est le premier joueur de l'Olympique de Marseille à avoir une rue qui porte son nom dans le 8e arrondissement de Marseille, le 12 mai 2011.

## Clubs
- 1922-1926 :  Gallia club Oran
- 1926-1934 :  Olympique de Marseille

## Palmarès
- Vainqueur de la Coupe de France en 1927 avec Marseille
- 1 sélection en équipe de France en 1929